# Séwé FC
Der Séwé Football Club, ehemals Séwé Sport de San-Pédro, ist ein ivorischer Fußballverein aus San-Pédro. Aktuell spielt der Verein in der zweiten Liga des Landes, der Ligue 2.

## Geschichte
Der Verein wurde 1953 als Séwé Sport de San-Pédro gegründet. Im März 2017 wurde der Klub in Séwé Football Club umbenannt. Dreimal gewann der Verein die ivorische Meisterschaft. 2016 wurde er Pokalsieger. Im Finale schlug man ASEC Mimosas mit 2:1.

## Erfolge
- Ivorischer Meister: 2011/12, 2012/13, 2013/14
- Ivorischer Vizemeister: 2006
- Ivorischer Pokalsieger: 2016
- Ivorischer Pokalfinalist: 1999, 2005, 2012
- Ivorischer Supercupsieger: 2005, 2012, 2013, 2014

## Stadion

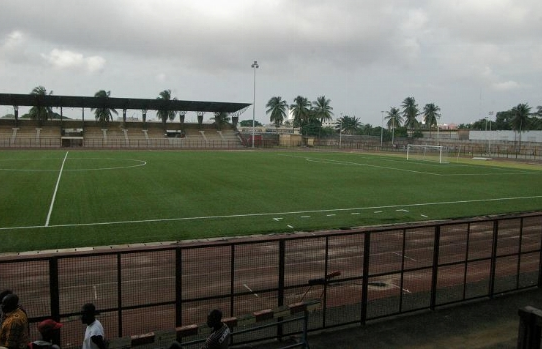
Stade Robert Champroux

Der Verein trägt seine Heimspiele im Stade Robert Champroux in Abidjan aus. Das Stadion hat ein Fassungsvermögen von 20.000 Personen.

## Trainerchronik
| Trainer                  | Nation         | von              | bis           |
| ------------------------ | -------------- | ---------------- | ------------- |
| Milisav Bogdanovic       | Montenegro     | 1. Juli 2010     | 30. Juni 2011 |
| Rigo Gervais             | Elfenbeinküste | 1. Juli 2013     | 3. März 2015  |
| Salvatore Antonio Nobile | Italien        | 23. Oktober 2012 | 30. Juni 2013 |
| Mauril Njoya             | Kamerun        | 4. März 2015     | 28. März 2017 |
| Maxime Gouaméné          | Elfenbeinküste | 29. März 2017    | 30. Juni 2017 |